# Serrat de la Talaia (Borredà)
|  | Aquest article tracta sobre el Serrat de la Talaia de Borredà. Vegeu-ne altres significats a «Serrat de la Talaia (Olius)». |

El Serrat de la Talaia és una muntanya de 836 metres que es troba al municipi de Borredà, a la comarca catalana del Berguedà.